# Copidognathus andhraensis
Copidognathus andhraensis is een mijtensoort uit de familie van de Halacaridae. De wetenschappelijke naam van de soort is voor het eerst geldig gepubliceerd in 2004 door Chatterjee, Annapurna & Chang.